# Designer (Aldous Harding)
Designer è il terzo album in studio della cantante neozelandese Aldous Harding, pubblicato nel 2019.

## Tracce
1. Fixture Picture – 4:07
2. Designer – 4:16
3. Zoo Eyes – 5:17
4. Treasure – 4:11
5. The Barrel – 4:59
6. Damn – 6:27
7. Weight of the Planets – 4:43
8. Heaven Is Empty – 3:19
9. Pilot – 3:13

## Formazione
- Aldous Harding – voce, chitarra classica, chitarra acustica
- John Parish – chitarra acustica, chitarra elettrica, piano, organo, mellotron, batteria, percussioni
- H. Hawkline – basso, chitarra elettrica, sintetizzatore, voce
- Gwion Llewelyn – batteria, voce
- Stephen Black – sassofono, clarinetto
- Clare Mactaggart – violino
- Jared Samuel – celesta (traccia 6)